# NGC 6126
NGC 6126 est une vaste galaxie lenticulaire relativement éloignée et située dans la constellation de la Couronne boréale. Sa vitesse par rapport au fond diffus cosmologique est de 9 797 ± 24 km/s, ce qui correspond à une distance de Hubble de 144,5 ± 10,1 Mpc (∼471 millions d'al). NGC 6126 a été découverte par l'astronome français Édouard Stephan en 1880.